# George Campbell Peery
George Campbell Peery (Cedar Bluff, 28 ottobre 1873 – 14 ottobre 1952) è stato un politico statunitense.

## Biografia
Fu il cinquantaduesimo governatore della Virginia. Nato nella Contea di Tazewell stato della Virginia.
Quando si ritirò dalla scena politica si iscrisse al consiglio di amministrazione del Washington and Lee University e della Hollins College. Alla sua morte il corpo venne sepolto nel cimitero di Maplewood Tazewell, Virginia.